# Pachycopsis tridentata
Pachycopsis tridentata är en fjärilsart som beskrevs av W. Warren 1897. Pachycopsis tridentata ingår i släktet Pachycopsis och familjen mätare. Inga underarter finns listade i Catalogue of Life.